# Đội đua Sauber Motorsport
Đội đua Sauber Motorsport là một đội đua Công thức 1 của Thụy Sĩ có trụ sở tại Hinwil ở bang Zürich.
Lịch sử của đội bị ảnh hưởng mạnh mẽ bởi nhiều mối quan hệ đối tác với các công ty lớn với Peter Sauber, người sáng lập của đội. Đội có mối quan hệ chặt chẽ với Daimler-Benz cho đến những năm 1990 và mối quan hệ này cũng giúp đội tham gia Công thức 1. Từ năm 2006 đến năm 2009, nhà sản xuất ô tô BMW của Đức là chủ sở hữu phần lớn của đội đua và đội thi đấu với tên gọi Đội đua Công thức 1 BMW Sauber trong khoảng thời gian này. Năm 2016, đội được công ty đầu tư Longbow Finance AG của Thụy Sĩ tiếp quản và chuyển sang Islero Investments AG vào năm 2018. Từ năm 2019 đến 2023, đội thi đấu với tên gọi Alfa Romeo Racing và kể từ năm 2024, đội sẽ thi đấu dưới tên gọi Stake F1 Team. Tuy nhiên, đội không có sự hợp tác kỹ thuật trong việc phát triển các xe đua. Cho đến hiện nay, Valtteri Bottas và Chu Quán Vũ là tay đua cho đội với tư cách là tay đua chính kể từ năm 2022. Tay đua lái thử và dự bị cho mùa giải 2024 là Théo Pourchaire và Zane Maloney.

## Lịch sử

### Thành lập
Đội đua Sauber Motorsport được thành lập vào năm 1970 bởi Peter Sauber với tên gọi PP Sauber AG để chế tạo xe thể thao. Để đảm bảo an ninh tài chính cho công ty, Sauber cũng bắt đầu cung cấp dịch vụ bảo dưỡng xe con một thời gian ngắn sau đó. Từ năm 1982 cho đến năm 1991, Sauber tham gia bảng C tại Giải vô địch đua xe thể thao thế giới. Khi giải vô địch đua xe thể thao suy thoái vào cuối năm 1992, Peter Sauber đã quyết định tham gia Công thức 1. Đối tác động cơ lâu năm Mercedes-Benz ban đầu đã kìm chế điều đó nhưng đã gián tiếp hỗ trợ đội thông qua thỏa thuận hợp tác với Ilmor ở Brixworth.

### Sauber (1993–2005)

#### 1993
Sauber Motorsport tham gia giải đua xe Công thức 1 1993 với nhãn dán „concept by Mercedes-Benz" và ký hợp đồng với Karl Wendlinger và JJ Lehto. Chiếc xe đua Công thức 1 đầu tiên của đội tên là Sauber C12 và là một chiếc xe đua kiểu dáng thông thường được Harvey Postlethwaite hình thành vào năm 1992 và được Leo Ress phát triển. Động cơ do Ilmor thiết kế được gọi là Sauber 2175. Kể từ Giải đua ô tô Công thức 1 Ý 1993 trở đi cho đến hết mùa giải, chiếc xe Sauber C12 đã có phiên bản B.
Chặng đua đầu tiên của đội tại Công thức 1, giải đua ô tô Công thức 1 Nam Phi ở trường đua Kyalami, đã diễn ra thành công tốt đẹp sau khi Lehto về đích ở vị trí thứ năm và lấy được hai điểm. Kết quả tốt nhất là những vị trí thứ tư của Lehto tại giải đua ô tô Công thức 1 San Marino ở Imola và Wendlinger ở Monza. Kết quả kém nhất của đội trong mùa giải đầu tiên tại Công thức 1 là tại Giải đua ô tô Công thức 1 Monaco 1993, nơi cả hai tay đua Sauber va chạm với nhau. Wendlinger sau đó bỏ cuộc trong khi xe của Lehto buộc phải sửa chữa trong gara vài phút.
Sauber đứng thứ bảy trên bảng xếp hạng các đội đua với 12 điểm sau khi mùa giải kết thúc.

#### 1994
Vào mùa giải 1994, JJ Lehto chuyển đến Benetton và tay đua trẻ Heinz-Harald Frentzen của Mercedes gia nhập đội. Karl Wendlinger vẫn tiếp tục ở lại đội. Tại giải đua ô tô Công thức 1 Monaco, Wendlinger gặp tai nạn nghiêm trọng trong buổi tập. Vụ tai nạn này khiến ông bị hôn mê một thời gian dài và vì vậy, ông đã được thay thế bởi Andrea de Cesaris cho những chặng đua sau. Trong mùa giải, nhà tài trợ chính Broker đã rút lui khiến đội tạm thời đứng trên bờ vực phá sản. Chỉ một thời gian ngắn trước giải đua ô tô Công thức 1 Pháp, Swiss Timing và Sonax trở thành hai nhà tài trợ mới của đội. JJ Lehto quay trở lại Sauber trong hai chặng đua cuối cùng ở Suzuka và Adelaide. Mùa giải năm 1994 đã diễn ra thành công như năm đầu tiên sau khi đội kết thúc ở vị trí thứ tám trên bảng xếp hạng các đội đua với 12 điểm (bảy trong số đó thuộc về Frentzen, bốn cho Wendlinger và một cho De Cesaris). Vào ngày 28 tháng 10 năm 1994, McLaren và Mercedes-Benz tuyên bố hợp tác từ giải vô địch đua xe Công thức 1 1995. Do đó, nhà sản xuất ô tô có trụ sở tại Stuttgart (Mercedes) đã tách khỏi đội đối tác lâu năm Sauber và đội phải tìm kiếm đối tác động cơ mới trong thời gian ngắn cho mùa giải tiếp theo. Sauber đứng thứ tám trên bảng xếp hạng các đội đua với 12 điểm sau khi mùa giải kết thúc.

### Alfa Romeo (2019–2023)

#### 2020
Sau khi một cuộc điều tra đối với đơn vị năng lượng của Ferrari được tiến hành, FIA đã đạt được một thỏa thuận không xác định với Ferrari, Haas và Alfa Romeo. Chi tiết của thỏa thuận này vẫn chưa được công bố, nhưng nó được thực hiện để cản trở hoạt động của đơn vị năng lượng Ferrari.
Mùa giải 2020 không phải là mùa giải thuận lợi với Alfa Romeo. Mặc dù đội đã cố gắng giữ được vị trí thứ tám trong bảng xếp hạng các đội đua, nhưng đội chỉ lấy được 8 điểm, thấp hơn 49 điểm so với tổng số điểm vào năm 2019. Trong suốt mùa giải, Räikkönen chỉ lấy điểm hai lần, còn Giovinazzi thì ba lần. Cả hai tay đua đều giành được 4 điểm và lần lượt đứng ở vị trí thứ 16 và 17 trên bảng xếp hạng các tay đua.

#### 2021
Alfa Romeo giữ lại cả Räikkönen và Giovinazzi với Kubica làm tay đua dự bị cho mùa giải 2021. Trước thềm Giải đua ô tô Công thức 1 Emilia Romagna, Alfa Romeo thông báo rằng Callum Ilott trở thành tay đua lái thử của đội. Thỏa thuận về bộ nguồn của Ferrari với FIA đã kết thúc và bộ nguồn được sử dụng bình thường trở lại.
Sau mùa giải 2021, Alfa Romeo F1 Team kết thúc chung cuộc ở vị trí thứ 9 trên bảng xếp hạng các đội đua với 13 điểm. Räikkönen đứng thứ 16 trên bảng xếp hạng các tay đua với 10 điểm, Giovinazzi đứng thứ 18 trên bảng xếp hạng các tay đua với 3 điểm và Kubica đứng thứ 20 trên bảng xếp hạng các tay đua mà không ghi được điểm nào sau khi về đích lần lượt ở các vị trí thứ 15 và 14. Räikkönen được thay thế bởi Kubica khi nhận xét nghiệm dương tính với COVID-19 trước thềm Giải đua ô tô Công thức 1 Hà Lan khiến anh phải rút lui khỏi chặng đua cũng như tại Giải đua ô tô Công thức 1 Ý một tuần sau đó.

#### 2022

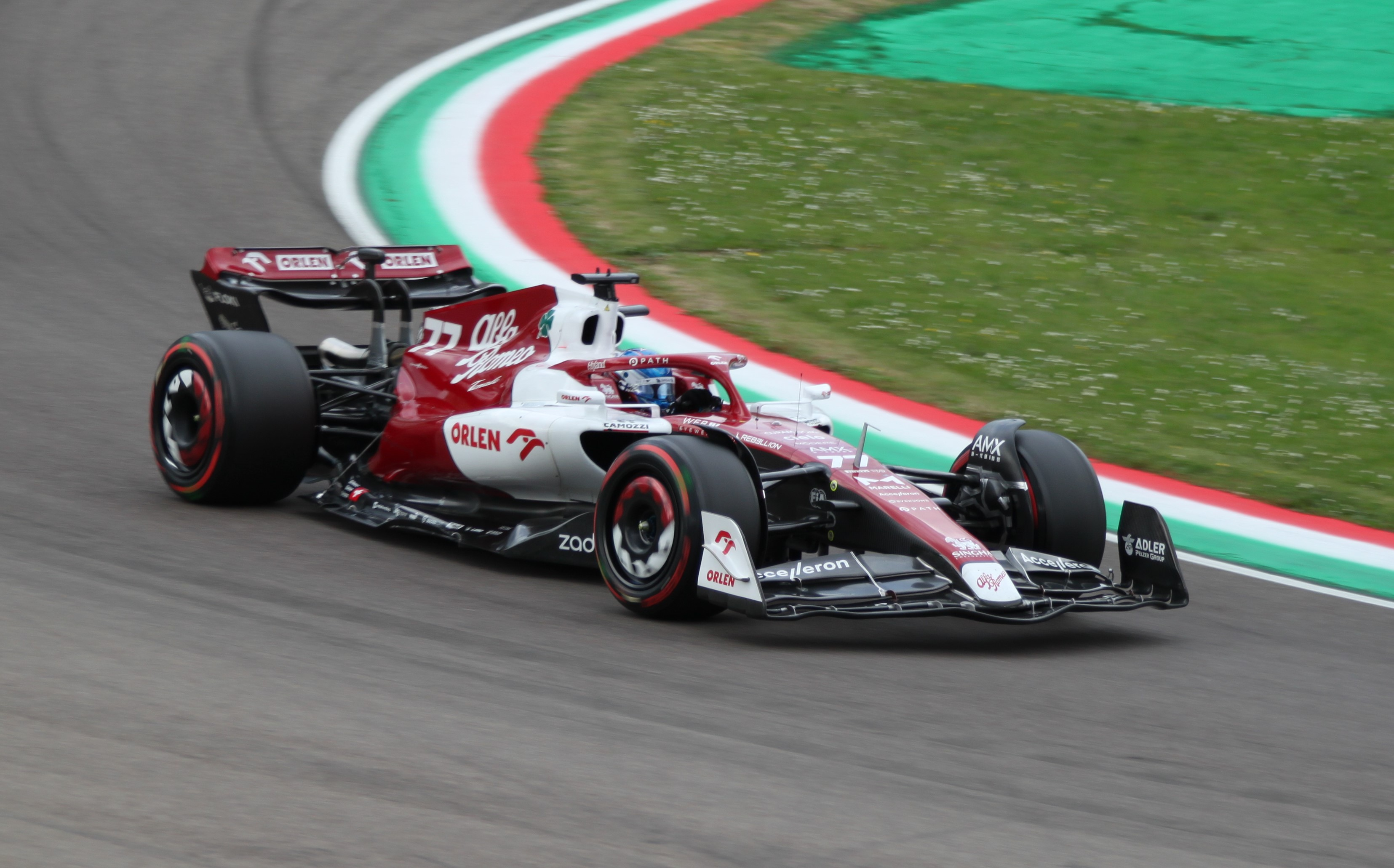
Valtteri Bottas lái chiếc xe đua Alfa Romeo C42 tại Giải đua ô tô Công thức 1 Emilia Romagna 2022, nơi mà anh giành được kết quả về đích tốt nhất trong mùa giải 2022.

Sau khi Kimi Räikkönen tuyên bố giải nghệ và đội quyết định không giữ lại Giovinazzi, đội đã ký hợp đồng với cựu tay đua Mercedes Valtteri Bottas và tay đua tân binh Chu Quán Vũ cho mùa giải 2022. Đội thi đấu trong mùa giải này với tên gọi Alfa Romeo F1 Team.
Sau mùa giải 2022, Alfa Romeo F1 Team kết thúc chung cuộc ở vị trí thứ 6 trên bảng xếp hạng các đội đua với 57 điểm. Bottas đứng thứ 10 trên bảng xếp hạng các tay đua với 49 điểm, bao gồm kết quả về đích tốt nhất là vị trí thứ 5 tại Giải đua ô tô Công thức 1 Emilia Romagna 2022, trong khi Chu Quán Vũ ghi điểm tại ba chặng đua và đứng thứ 18 trên bảng xếp hạng các tay đua với 6 điểm.

#### 2023
Sauber chấm dứt mối quan hệ với Alfa Romeo vào cuối mùa giải 2023 sau khi quyết định không gia hạn thỏa thuận. Cặp tay đua Bottas và Chu đã được giữ lại trong mùa giải. Vào ngày 13 tháng 12 năm 2022, Andreas Seidl được công bố là giám đốc điều hành mới (CEO) của Sauber từ tháng 1 năm 2023 để thay thế Frédéric Vasseur. Vào tháng 1 năm 2023, Alfa Romeo đã công bố thỏa thuận tài trợ danh hiệu kéo dài nhiều năm với công ty sòng bạc trực tuyến Stake khiến đội được đổi tên thành Alfa Romeo F1 Team Stake. Bên cạnh đó, Alfa Romeo cũng đã ký thỏa thuận hợp tác với nền tảng phát trực tiếp Kick, được đầu tư bởi người đồng sáng lập và chủ sở hữu Stake, Eddie Craven. Tên và logo của Kick thay thế Stake ở những quốc gia không cho phép quảng cáo cờ bạc và cá cược thể thao, cho nên đội phải thi đấu dưới tên gọi Alfa Romeo F1 Team Kick.
Sau mùa giải 2023, Alfa Romeo F1 Team kết thúc chung cuộc ở vị trí thứ 9 trên bảng xếp hạng các đội đua với 16 điểm. Bottas đứng thứ 15 trên bảng xếp hạng các tay đua với 10 điểm, trong khi Chu Quán Vũ đứng thứ 18 trên bảng xếp hạng các tay đua với 6 điểm.

### Stake F1 Team KICK Sauber (2024–2025)

#### 2024
Chu Quán Vũ và Valtteri Bottas gia hạn hợp đồng cho mùa giải 2024. Sauber bước vào mùa giải này với tên gọi là Stake F1 Team Kick Sauber (nhưng sẽ thi đấu với tên gọi Stake F1 Team) và tiếp tục các hợp đồng tài trợ đã ký giữa Alfa Romeo với Stake và Kick mùa giải trước. Ở những quốc gia không cho phép quảng cáo cờ bạc, đội sẽ đại diện với tên gọi Kick F1 Team và sẽ thay thế logo nhà tài trợ Stake trên xe đua của họ bằng logo nhà tài trợ Kick, tương tự như năm 2023. Kick cũng đã giành được quyền đặt tên cho xe đua trong hai mùa giải, với chiếc xe năm 2024 được đặt tên là Kick Sauber C44. Vào ngày 5 tháng 2, sự kiện ra mắt chiếc xe đua KICK Sauber C44 được tổ chức và chủ trì bởi Naomi Schiff ở Guildhall, London.

### Đội đua Audi (2026–)
Vào ngày 26 tháng 10 năm 2022, Sauber tuyên bố rằng đội sẽ thi đấu với tư cách là đội đua Audi từ năm 2026 và sẽ sử dụng bộ nguồn của Audi. Vào tháng 1 năm 2023, Audi tuyên bố mua lại cổ phần thiểu số của Tập đoàn Sauber. Vào ngày 8 tháng 3 năm 2024, Tập đoàn Audi đã xác nhận việc tiếp quản toàn bộ Sauber. Cựu lãnh đội McLaren Andreas Seidl sẽ tiếp tục làm Giám đốc điều hành và đồng thời đảm nhận vai trò lãnh đội từ Alessandro Alunni Bravi.

## Sauber Academy (Học viện Sauber)
Vào tháng 11 năm 2018, Sauber hợp tác với đội đua Charouz Racing System của Séc để thành lập Đội đua trẻ Sauber và sau đó là thành lập đội đua xe kart vào tháng 3 năm 2019. Vào năm 2020, Sauber khởi động lại đội trẻ với tên gọi Học viện Sauber và dừng hợp tác với Charouz.

## Thống kê kết quả

### Thống kê tổng thể
| Mùa giải                              | Tên gọi/Biệt danh         | Xe đua             | Động cơ                  | Hãng lốp           | Tay đua                                                          | Số chặng đua tham gia | Chiến thắng        | Số lần lên bục trao giải | Vị trí pole        | Vòng đua nhanh nhất | Tổng điểm          | Vị trí trên BXH    |
| Sauber (1993–2005)                    | Sauber (1993–2005)        | Sauber (1993–2005) | Sauber (1993–2005)       | Sauber (1993–2005) | Sauber (1993–2005)                                               | Sauber (1993–2005)    | Sauber (1993–2005) | Sauber (1993–2005)       | Sauber (1993–2005) | Sauber (1993–2005)  | Sauber (1993–2005) | Sauber (1993–2005) |
| ------------------------------------- | ------------------------- | ------------------ | ------------------------ | ------------------ | ---------------------------------------------------------------- | --------------------- | ------------------ | ------------------------ | ------------------ | ------------------- | ------------------ | ------------------ |
| 1993                                  | Team Sauber AG            | Sauber C12         | Sauber 2175A 3.5 V10     | G                  | Karl Wendlinger JJ Lehto                                         | 16                    | 0                  | 0                        | 0                  | 0                   | 12                 | 7                  |
| 1994                                  | Broker Sauber Mercedes    | Sauber C13         | Mercedes 2175B 3.5 V10   | G                  | Karl Wendlinger Andrea de Cesaris JJ Lehto Heinz-Harald Frentzen | 15                    | 0                  | 0                        | 0                  | 0                   | 12                 | 8                  |
| 1995                                  | Red Bull Sauber Ford      | Sauber C14         | Ford ECA Zetec-R 3.0 V8  | G                  | Karl Wendlinger Jean-Christophe Bouillon Heinz-Harald Frentzen   | 17                    | 0                  | 1                        | 0                  | 0                   | 18                 | 7                  |
| 1996                                  | Red Bull Sauber Petronas  | Sauber C15         | Ford JD Zetec-R 3.0 V10  | G                  | Johnny Herbert Heinz-Harald Frentzen                             | 16                    | 0                  | 1                        | 0                  | 0                   | 11                 | 7                  |
| 1997                                  | Red Bull Sauber Petronas  | Sauber C16         | Petronas SPE-01 3.0 V10  | G                  | Johnny Herbert Nicola Larini Gianni Morbidelli Norberto Fontana  | 17                    | 0                  | 1                        | 0                  | 0                   | 16                 | 7                  |
| 1998                                  | Sauber Red Bull Petronas  | Sauber C17         | Petronas SPE-01D 3.0 V10 | G                  | Jean Alesi Johnny Herbert                                        | 16                    | 0                  | 1                        | 0                  | 0                   | 10                 | 6                  |
| 1999                                  | Red Bull Sauber Petronas  | Sauber C18         | Petronas SPE-03A 3.0 V10 | B                  | Jean Alesi Pedro Diniz                                           | 16                    | 0                  | 0                        | 0                  | 0                   | 5                  | 8                  |
| 2000                                  | Red Bull Sauber Petronas  | Sauber C19         | Petronas SPE-04A 3.0 V10 | B                  | Pedro Diniz Mika Salo                                            | 16                    | 0                  | 0                        | 0                  | 0                   | 6                  | 8                  |
| 2001                                  | Red Bull Sauber Petronas  | Sauber C20         | Petronas 01A 3.0 V10     | M                  | Nick Heidfeld Kimi Räikkönen                                     | 17                    | 0                  | 1                        | 0                  | 0                   | 21                 | 4                  |
| 2002                                  | Sauber Petronas           | Sauber C21         | Petronas 02A 3.0 V10     | M                  | Nick Heidfeld Felipe Massa Heinz Harald-Frentzen                 | 17                    | 0                  | 0                        | 0                  | 0                   | 11                 | 5                  |
| 2003                                  | Sauber Petronas           | Sauber C22         | Petronas 03A 3.0 V10     | M                  | Nick Heidfeld Heinz Harald-Frentzen                              | 16                    | 0                  | 1                        | 0                  | 0                   | 19                 | 6                  |
| 2004                                  | Sauber Petronas           | Sauber C23         | Petronas 04A 3.0 V10     | M                  | Giancarlo Fisichella Felipe Massa                                | 18                    | 0                  | 0                        | 0                  | 0                   | 34                 | 6                  |
| 2005                                  | Sauber Petronas           | Sauber C24         | Petronas 05A 3.0 V10     | M                  | Jacques Villeneuve Felipe Massa                                  | 18                    | 0                  | 0                        | 0                  | 0                   | 20                 | 8                  |
| BMW Sauber (2006–2009)                |                           |                    |                          |                    |                                                                  |                       |                    |                          |                    |                     |                    |                    |
| Sauber (2010–2018)                    |                           |                    |                          |                    |                                                                  |                       |                    |                          |                    |                     |                    |                    |
| 2010                                  | BMW Sauber F1 Team        | Sauber C29         | Ferrari 056 2.4 V8       | B                  | Pedro de la Rosa Nick Heidfeld Kamui Kobayashi                   | 19                    | 0                  | 0                        | 0                  | 0                   | 44                 | 8                  |
| 2011                                  | Sauber F1 Team            | Sauber C30         | Ferrari 056 2.4 V8       | P                  | Kamui Kobayashi Sergio Pérez Pedro de la Rosa                    | 19                    | 0                  | 0                        | 0                  | 0                   | 44                 | 7                  |
| 2012                                  | Sauber F1 Team            | Sauber C31         | Ferrari 056 2.4 V8       | P                  | Kamui Kobayashi Sergio Pérez                                     | 20                    | 0                  | 4                        | 0                  | 2                   | 126                | 6                  |
| 2013                                  | Sauber F1 Team            | Sauber C32         | Ferrari 056 2.4 V8       | P                  | Nico Hülkenberg Esteban Gutiérrez                                | 19                    | 0                  | 0                        | 0                  | 1                   | 57                 | 7                  |
| 2014                                  | Sauber F1 Team            | Sauber C33         | Ferrari 059/3 1.6 V6 t   | P                  | Esteban Gutiérrez Adrian Sutil                                   | 19                    | 0                  | 0                        | 0                  | 0                   | 0                  | 10                 |
| 2015                                  | Sauber F1 Team            | Sauber C34         | Ferrari 060 1.6 V6 t     | P                  | Marcus Ericsson Felipe Nasr                                      | 19                    | 0                  | 0                        | 0                  | 0                   | 36                 | 8                  |
| 2016                                  | Sauber F1 Team            | Sauber C35         | Ferrari 061 1.6 V6 t     | P                  | Marcus Ericsson Felipe Nasr                                      | 21                    | 0                  | 0                        | 0                  | 0                   | 2                  | 10                 |
| 2017                                  | Sauber F1 Team            | Sauber C36         | Ferrari 062 1.6 V6 t     | P                  | Marcus Ericsson Antonio Giovinazzi Pascal Wehrlein               | 20                    | 0                  | 0                        | 0                  | 0                   | 5                  | 10                 |
| 2018                                  | Alfa Romeo Sauber F1 Team | Sauber C37         | Ferrari 063 1.6 V6 t     | P                  | Marcus Ericsson Charles Leclerc                                  | 21                    | 0                  | 0                        | 0                  | 0                   | 48                 | 8                  |
| Alfa Romeo (2019–2023)                |                           |                    |                          |                    |                                                                  |                       |                    |                          |                    |                     |                    |                    |
| 2019                                  | Alfa Romeo Racing         | Alfa Romeo C38     | Ferrari 064 1.6 V6 t     | P                  | Kimi Räikkönen Antonio Giovinazzi                                | 21                    | 0                  | 0                        | 0                  | 0                   | 57                 | 8                  |
| 2020                                  | Alfa Romeo Racing ORLEN   | Alfa Romeo C39     | Ferrari 065 1.6 V6 t     | P                  | Kimi Räikkönen Robert Kubica Antonio Giovinazzi                  | 17                    | 0                  | 0                        | 0                  | 0                   | 8                  | 8                  |
| 2021                                  | Alfa Romeo Racing ORLEN   | Alfa Romeo C41     | Ferrari 065/6 1.6 V6 t   | P                  | Kimi Räikkönen Antonio Giovinazzi                                | 22                    | 0                  | 0                        | 0                  | 0                   | 13                 | 9                  |
| 2022                                  | Alfa Romeo F1 Team ORLEN  | Alfa Romeo C42     | Ferrari 066/7 1.6 V6 t   | P                  | Chu Quán Vũ Valtteri Bottas                                      | 22                    | 0                  | 0                        | 0                  | 1                   | 55                 | 6                  |
| 2023                                  | Alfa Romeo F1 Team Stake  | Alfa Romeo C43     | Ferrari 066/10 1.6 V6 t  | P                  | Chu Quán Vũ Valtteri Bottas                                      | 22                    | 0                  | 0                        | 0                  | 1                   | 16                 | 9                  |
| Stake F1 Team Kick Sauber (2024–2025) |                           |                    |                          |                    |                                                                  |                       |                    |                          |                    |                     |                    |                    |
| 2024                                  | Stake F1 Team Kick Sauber | KICK Sauber C44    | Ferrari 066/12 1.6 V6 t  | P                  | Chu Quán Vũ Valtteri Bottas                                      | 7                     | 0                  | 0                        | 0                  | 0                   | 0*                 | 10*                |
| Tổng cộng                             | Tổng cộng                 | Tổng cộng          | Tổng cộng                | Tổng cộng          | Tổng cộng                                                        | 503                   | 0                  | 10                       | 0                  | 5                   | 706                |                    |

Chú thích
- * – Mùa giải đang diễn ra.

### Tất cả các tay đua của Đội đua Sauber Motorsport
| Tay đua            | Những năm tham gia | Số chặng đua đã tham gia | Tổng điểm | Chiến thắng | Số lần lên bục trao giải | Vị trí pole | Vòng đua nhanh nhất | Vị trí tốt nhất trên BXH |
| ------------------ | ------------------ | ------------------------ | --------- | ----------- | ------------------------ | ----------- | ------------------- | ------------------------ |
| Kimi Räikkönen     | 2001, 2019–2021    | 74                       | 66        | 0           | 0                        | 0           | 0                   | 10 (2001)                |
| Pedro de la Rosa   | 2010–2011          | 15                       | 6         | 0           | 0                        | 0           | 0                   | 17 (2010)                |
| Kamui Kobayashi    | 2010–2012          | 58                       | 122       | 0           | 1                        | 0           | 1                   | 12 (2010, 2011, 2012)    |
| Sergio Pérez       | 2011–2012          | 37                       | 29        | 0           | 3                        | 0           | 1                   | 10 (2012)                |
| Nico Hülkenberg    | 2013               | 19                       | 51        | 0           | 0                        | 0           | 0                   | 10 (2013)                |
| Esteban Gutiérrez  | 2013–2014          | 38                       | 6         | 0           | 0                        | 0           | 1                   | 16 (2013)                |
| Adrian Sutil       | 2014               | 19                       | 0         | 0           | 0                        | 0           | 0                   | 18 (2014)                |
| Marcus Ericsson    | 2015–2018          | 81                       | 18        | 0           | 0                        | 0           | 0                   | 17 (2018)                |
| Felipe Nasr        | 2015–2016          | 39                       | 29        | 0           | 0                        | 0           | 0                   | 13 (2015)                |
| Antonio Giovinazzi | 2017, 2019–2021    | 61                       | 21        | 0           | 0                        | 0           | 0                   | 17 (2019, 2020)          |
| Pascal Wehrlein    | 2017               | 18                       | 5         | 0           | 0                        | 0           | 0                   | 18 (2017)                |
| Charles Leclerc    | 2018               | 21                       | 39        | 0           | 0                        | 0           | 0                   | 13 (2018)                |
| Robert Kubica      | 2021               | 2                        | 0         | 0           | 0                        | 0           | 0                   | 20 (2021)                |
| Valtteri Bottas    | 2022–              | 51                       | 59        | 0           | 0                        | 0           | 0                   | 10 (2022)                |
| Chu Quán Vũ        | 2022–              | 51                       | 12        | 0           | 0                        | 0           | 2                   | 18 (2022, 2023)          |

Chú thích
- Các tay đua hiện tại đua cho đội được hiển thị bằng màu vàng.

### Thống kê kết quả chi tiết
| Mùa giải | Xe đua          | Động cơ                 | Hãng lốp | Tay đua         | 1   | 2   | 3   | 4   | 5   | 6   | 7   | 8   | 9   | 10  | 11  | 12  | 13  | 14  | 15  | 16  | 17  | 18  | 19  | 20  | 21  | 22  | 23  | 24  | Vị trí trên bảng xếp hạng | Số điểm |
| -------- | --------------- | ----------------------- | -------- | --------------- | --- | --- | --- | --- | --- | --- | --- | --- | --- | --- | --- | --- | --- | --- | --- | --- | --- | --- | --- | --- | --- | --- | --- | --- | ------------------------- | ------- |
| 2024     | KICK Sauber C44 | Ferrari 066/12 1.6 V6 t | P        |                 | BHR | SAU | AUS | JPN | CHN | MIA | EMI | MON | CAN | ESP | AUT | GBR | HUN | BEL | NED | ITA | ITA | SIN | USA | MXC | SAP | LVG | QAT | ABU | 10*                       | 0*      |
| 2024     | KICK Sauber C44 | Ferrari 066/12 1.6 V6 t | P        | Chu Quán Vũ     | 11  | 18  | 15  | Ret | 14  | 14  | 15  |     |     |     |     |     |     |     |     |     |     |     |     |     |     |     |     |     | 10*                       | 0*      |
| 2024     | KICK Sauber C44 | Ferrari 066/12 1.6 V6 t | P        | Valtteri Bottas | 19  | 17  | 14  | 14  | Ret | 16  | 18  |     |     |     |     |     |     |     |     |     |     |     |     |     |     |     |     |     | 10*                       | 0*      |

Chú thích
- * – Mùa giải đang diễn ra.

Chú thích cho bảng trên
| Chú thích                | Chú thích                                |
| Màu                      | Ý nghĩa                                  |
| ------------------------ | ---------------------------------------- |
| Vàng                     | Chiến thắng                              |
| Bạc                      | Hạng 2                                   |
| Đồng                     | Hạng 3                                   |
| Xanh lá                  | Các vị trí ghi điểm khác                 |
| Xanh dương               | Được xếp hạng                            |
| Xanh dương               | Không xếp hạng, có hoàn thành (NC)       |
| Tím                      | Không xếp hạng, bỏ cuộc (Ret)            |
| Đỏ                       | Không phân hạng (DNQ)                    |
| Đen                      | Bị loại khỏi kết quả (DSQ)               |
| Trắng                    | Không xuất phát (DNS)                    |
| Trắng                    | Chặng đua bị hủy (C)                     |
|                          | Không đua thử (DNP)                      |
| Loại trừ (EX)            |                                          |
| Không đến (DNA)          |                                          |
| Rút lui (WD)             |                                          |
| Không tham gia (ô trống) |                                          |
| Ghi chú                  | Ý nghĩa                                  |
| P                        | Giành vị trí pole                        |
| Số mũ cao                | Vị trí giành điểm tại chặng đua nước rút |
| F                        | Vòng đua nhanh nhất                      |